# Saison 2015 de l'équipe cycliste Cibel
La saison 2015 de l'équipe cycliste Cibel est la dixième de cette équipe en tant au niveau continental et la septième depuis sa création.

## Préparation de la saison 2015

### Arrivées et départs
Sept arrivées et sept départs marquent la saison 2015.
| Arrivées             | Équipe 2014                 |
| -------------------- | --------------------------- |
| Kevin De Jonghe      | Topsport Vlaanderen-Baloise |
| Jens Geerinck        | EFC-Omega Pharma-Quick Step |
| Lawrence Naesen      | Van Der Vurst Development   |
| Glenn Rotty          | VL Technics-Abutriek        |
| Joeri Stallaert      | Veranclassic-Doltcini       |
| Guy Smet             | Suspension                  |
| Niels Van Dorsselaer | Baguet-MIBA Poorten-Indulek |
| Benjamin Verraes     | Josan-To Win                |

| Départs            | Équipe 2015                 |
| ------------------ | --------------------------- |
| Kristoff Heyns     |                             |
| Maniusis Martynas  |                             |
| Fabrice Mels       | 3M                          |
| Oliver Naesen      | Topsport Vlaanderen-Baloise |
| Niels Schittecatte |                             |
| Arne Van Snick     |                             |

## Déroulement de la saison
L'équipe participe à la Topcompétition.

## Coureurs et encadrement technique

### Effectif
Seize coureurs constituent l'effectif 2015 de l'équipe. Parmi eux, seul Benjamin Verraes bénéficie d'un contrat professionnel.
| Cycliste                | Date de naissance | Nationalité | Équipe 2014                 |  |
| ----------------------- | ----------------- | ----------- | --------------------------- |  |
| Kevin Callebaut         | 16 octobre 1991   | Belgique    | Cibel                       |  |
| Bjorn De Decker         | 10 janvier 1988   | Belgique    | Cibel                       |  |
| Kevin De Jonghe         | 4 décembre 1991   | Belgique    | Topsport Vlaanderen-Baloise |  |
| Jens Geerinck           | 9 septembre 1993  | Belgique    | EFC-Omega Pharma-Quick Step |  |
| Thomas Gibbons          | 6 décembre 1989   | États-Unis  | Cibel                       |  |
| Kenny Goossens          | 4 mars 1991       | Belgique    | Cibel                       |  |
| Lawrence Naesen         | 28 août 1992      | Belgique    | Van Der Vurst Development   |  |
| Matthias Ongena         | 22 mai 1989       | Belgique    | Cibel                       |  |
| Thomas Ongena           | 22 octobre 1980   | Belgique    | Cibel                       |  |
| Glenn Rotty             | 26 janvier 1994   | Belgique    | VL Technics-Abutriek        |  |
| Guy Smet                | 4 février 1972    | Belgique    | Suspension                  |  |
| Joeri Stallaert         | 25 janvier 1991   | Belgique    | Veranclassic-Doltcini       |  |
| Niels Van Dorsselaer    | 25 février 1992   | Belgique    | Baguet-MIBA Poorten-Indulek |  |
| Matthias Van Holderbeke | 18 décembre 1992  | Belgique    | Cibel                       |  |
| Jori Van Steenberghen   | 9 octobre 1991    | Belgique    | Cibel                       |  |
| Benjamin Verraes        | 21 février 1987   | Belgique    | Josan-To Win                |  |

### Encadrement
Gaspard Van Petegem est le président/manager de l'équipe et directeur sportif,.

## Bilan de la saison

### Victoires
| Date | Course | Pays | Classe | Vainqueur |
| ---- | ------ | ---- | ------ | --------- |

### Classement UCI

#### UCI Africa Tour
L'équipe Cibel termine à la 13e place de l'Africa Tour avec 16 points. Ce total est obtenu par l'addition des points des huit meilleurs coureurs de l'équipe au classement individuel, cependant seul un coureur est classé,.
| Rang | Coureur  | Points |
| ---- | -------- | ------ |
| 105  | Guy Smet | 16     |